# Suma alikwotowa
W teorii liczb suma alikwotowa {\displaystyle s(n)} dodatniej liczby całkowitej {\displaystyle n} jest sumą wszystkich dzielników właściwych liczby {\displaystyle n} (czyli wszystkich dzielników {\displaystyle n} różnych od {\displaystyle n}).
Zatem
{\displaystyle s(n)=\sum _{{d|n,} \atop {d\neq n}}d\,.}

## Przykład
Dzielnikami właściwymi liczby 12 są liczby 1, 2, 3, 4 oraz 6, zatem suma alikwotowa liczby 12 wynosi 16 
{\displaystyle s(12)=1+2+3+4+6=16.}
Wartości {\displaystyle s(n)} dla {\displaystyle n} = 1, 2, 3, ... wynoszą odpowiednio:
0, 1, 1, 3, 1, 6, 1, 7, 4, 8, 1, 16, 1, 10, 9, 15, 1, 21, 1, 22, 11, 14, 1, 36, 6, 16, 13, 28, 1, 42, 1, 31, 15, 20, 13, 55, 1, 22, 17, 50, 1, 54, 1, 40, 33, 26, 1, 76, 8, 43, ...

## Charakterystyka klas liczbowych
Funkcja sumy alikwotowej może posłużyć do scharakteryzowania pewnych klas liczbowych:
- 1 jest jedyną liczbą, której suma alikwotowa wynosi 0.
- Liczba jest liczbą pierwszą wtedy i tylko wtedy, gdy jej suma alikwotowa wynosi 1.
- Sumy alikwotowe liczby doskonałej, liczby deficytowej oraz liczby nadmiarowej są odpowiednio równe, mniejsze i większe od tych liczb.
- Liczba niedotykalna jest liczbą, która nie stanowi sumy alikwotowej żadnej innej liczby.